# Tomás López Durán
Tomás López Durán (ur. 1 stycznia 1961 w Atoyatempan) – meksykański duchowny rzymskokatolicki, od 2014 biskup pomocniczy Puebla de los Angeles.

## Życiorys
Święcenia kapłańskie przyjął 29 czerwca 1991 i został inkardynowany do archidiecezji Puebla de los Angeles. Przez wiele lat pracował jako wykładowca seminarium i jako sędzia diecezjalnego sądu kościelnego. W 2010 został wikariuszem sądowym pierwszej instancji.
6 grudnia 2013 został mianowany biskupem pomocniczym Puebli ze stolicą tytularną Socia. Sakry biskupiej udzielił mu 3 marca 2014 arcybiskup Puebli, Víctor Sánchez Espinosa.